# Затеплинский, Павел Александрович
Па́вел Алекса́ндрович Затеплинский  (1796—?) — профессор Харьковского университета по кафедре астрономии.

## Биография
Происходил из обер-офицерских детей, родился в Кавказской губернии 18 (29) июня 1796 года. В 1812 году после окончания Харьковской гимназии, поступил в Харьковский университет. Окончил его в 1816 году со степенью кандидата и был назначен учителем «математических наук» в Новгород-Северскую гимназию.
В 1820 году физико-математический факультет Харьковского университета представил Затеплинского кандидатом на кафедру астрономии, и летом следующего года он был командирован за границу для углублённого изучения астрономии на два года, затем срок командировки был увеличен ещё на один год. Сначала Затеплинский отправился в Париж, где занимался наблюдениями в обсерватории под руководством Алексиса Бувара, вычислил элементы двух открытых тогда комет и слушал курсы в королевском университете, по окончании которых Жан-Батист Био рекомендовал его Совету университета. Выдержав экзамен и защитив две диссертации — одну по аналитической, а другую по небесной механике («Des inégalités périodiques des mouvements célestes»), он в 1823 году получил звание бакалавра, лиценциата и доктора философии, став первым русским, получившим степень доктора в Парижском университете.
В августе 1823 года Затеплинский отправился в Англию, где занимался на обсерваториях Гринвичской, Гершеля и др., посещал мастерские Доллонда, Траутона и др. и стремился в Геттинген, чтобы встретиться с Карлом Гауссом, чего, однако, не случилось ввиду боязни российского руководства, опасавшегося «вредного влияния на молодёжь того брожения умов, которое замечалось тогда среди германского общества».
На пути в Париж и на обратном пути в Харьков Затеплинский посетил Вену, Мюнхен, Готу, Дерпт и другие города. Вернувшись из-за границы в июне 1824 года отлично подготовленным, он в сентябре месяце начал чтение лекций по астрономии, в феврале 1826 года был назначен адъюнктом, с июня того же года в течение трёх лет состоял секретарём физико-математического факультета, а в марте 1829 года был назначен ординарным профессором. Затеплинский начал создавать при университете обсерваторию; при нём были выписаны большие инструменты для предполагавшейся в Харькове постоянной обсерватории и была устроена временная, существовавшая семь лет.
Постепенно развивавшаяся тяжёлая душевная болезнь, начавшаяся, предположительно, ещё в Париже, помешала осуществлению многих идей. По рассказам современников, он постоянно чурался людей и нигде не показывался в обществе. Такой же отпечаток душевного расстройства носили на себе и лекции. Нередко он забывался до того, что прекращал чтение и в продолжение долгих минут ходил молча и задумавшись по аудитории; иногда, остановивишись на каком-нибудь предмете, он вдруг объявлял студентам, что читал не то и не так, и что эту же самую лекцию прочтёт он в другой раз. В 1834 году Затеплинский вышел в отставку.

## Сочинения
- «Рассуждение об успехах ума в астрономии», взятое из творения Лапласа — «Exposition du système du monde» («Украинский Журнал». — 1824. — №№ 19—21)
- «Об успехах ума в астрономии: речь, произнесённая в торжественном собрании университета и извлечённая из того же сочинения Лапласа» (Харьков, 1826)[a]

## Сноски
1. ↑  В этой речи давалось общее понятие об успехах астрономии. Имея дело с публикой, не получившей специальной математической подготовки, Затеплинский обходился без формул и их доказательств, а довольствовался указанием на важнейшие открытия столпов астрономической науки.